# Jeroen Post
Jeroen Post (Woerden, 25 juni 1975) is een Nederlandse presentator, dj, acteur en voormalig vj van TMF en ringspeaker bij It's Showtime.

## Levensloop
In 1995 kwam Post in een boyband genaamd Velvet met onder andere mede-bandlid Charly Luske. Na een optreden bij het TMF-programma Toute Fabienne, met Fabienne de Vries, mocht Post auditie doen bij TMF. Waar hij een jaar later in 1998 begon als vj.  
Bij TMF presenteerde Post programma’s als Play, Club Delicous, De Dag Top 5, Post Op Zondag. Ook was Post een aantal keer presentator van de TMF Awards in Ahoy, Rotterdam en heeft hij in 2001 Pepsi Pop gepresenteerd. 
In 2005 maakte Post bekend te stoppen met zijn baan als vj. (In dat jaar tegelijkertijd met collega-vj Mental Theo.) Post heeft met TMF On Tour meer dan 250 shows in binnen- en buitenland geproduceerd in samenwerking met Buzby Media Company. 
Post begon zijn carrière als ringspeaker in 2007 bij de grote evenementen van It's Showtime. Dit heeft hij op internationaal niveau gedaan tot 2012 in België, Duitsland, Italië, Tsjechië, Hongarije, Spanje, Portugal, Brazilië, Frankrijk en Thailand.  
In 2008 start Post bij radiozender 100% NL. Waarna hij in 2009 de HitRadio Top 30 bij TMF HitRadio presenteert. Vanaf 2010 presenteerde Post twee jaar lang het zondagavondprogramma Slam!NL op SLAM!FM. In datzelfde jaar deed Post, als 'mystery popstar', auditie voor Popstars 3.
Daarna volgde een periode van stilte buiten de spotlights, waarbij hij als laatste in de Top 24 van Vergeten BN'ers viel.
In 2011 had hij een rol in de Engelstalige actiefilm Amsterdam Heavy met o.a. Michael Madsen. Hij speelde ook als figurant in de vechtfilm Fighting Fish. Post heeft zich namelijk ook bekwaamd in Taekwondo.
In september 2018 was Post te zien in het RTL 5-programma Adam Zkt. Eva VIPS waar hij naakt op zoek ging naar de ware liefde. In 2022 deed Post mee aan het televisieprogramma De Alleskunner waar hij negende eindigde.

## Filmografie
- 2004 - Fighting Fish
- 2011 - Amsterdam Heavy